# طواف إسبانيا 2015
طواف إسبانيا 2015 (بالإنجليزية: 2015 Vuelta a España)‏ هو سباق دراجات هوائية أقيم بتاريخ 22 أغسطس – 13 سبتمبر، تكون السباق من 21 مرحلة وامتدّ لمسافة 3358.1 كم، استغرق السباق 85 ساعة 36 دقيقة 13 ثانية. فاز به الإيطالي فابيو آرو وحلّ ثانيا الإسباني خواكيم رودريغيث بينما حصل على المركز الثالث البولندي رافال مايكا.

## الترتيب
| م                     | الدرّاج             | البلد   | الزمن                     |
| --------------------- | ------------------ | ------- | ------------------------- |
| الفائز بالترتيب العام | فابيو آرو          | إيطاليا | 85 ساعة 36 دقيقة 13 ثانية |
| الثاني                | خواكيم رودريغيث    | إسبانيا |                           |
| الثالث                | رافال مايكا        | بولندا  |                           |
| حسب النقاط            | أليخاندرو بالبيردي | إسبانيا | -                         |
| الترتيب المركب        | خواكيم رودريغيث    | إسبانيا | -                         |